# Natasha Chansa
Natasha Chansa   (Lusaka, 29 d'abril de 2000), també coneguda com a Princess Natasha Chansa, és una cantant zambiana de pop i hip-hop que canta en anglès i nyanja. Considerada una de les joves promeses del rap africà, també treballa com a compositora, lletrista i ballarina.
Va néixer i es va criar a Lusaka. El seu projecte debut és l'EP The Genesis, publicat el 2021.
Forma part del segell Zed Arts Records, que va cofundar juntament amb Bwalia Nkumbula.

## Discografia

### EP
- The Genesis (2021)